# Bayadera nephelopennis
Bayadera nephelopennis är en trollsländeart som beskrevs av Davies och Yang 1996. Bayadera nephelopennis ingår i släktet Bayadera och familjen Euphaeidae. Inga underarter finns listade i Catalogue of Life.